# Atos Wirtanen
Atos Kasimir Wirtanen, född 28 januari 1906 i Saltvik, Åland, död 10 mars 1979 i Helsingfors, var en åländsk journalist, författare och politiker.

## Biografi
Wirtanen var först ledarskribent 1922–1940 i den socialdemokratiska, senare i den folkdemokratiska pressen och var ledamot av Finlands riksdag 1936-1954. Han bytte 1946 riksdagsgrupp från socialdemokrater till folkdemokrater. Han var chefredaktör för socialdemokratiska Arbetarbladet i Helsingfors 1940–1941 och 1945–1947. Därefter var han chefredaktör för folkdemokratiska Folktidningen Ny Tid 1947–1953. Han var en socialistisk tänkare, aforistiker och samhällsdebattör. Wirtanen karaktäriserade sig som utopist och teknokrat.
Wirtanen var ordförande i Socialistiska enhetspartiet 1948–1955. Partiet var en medlemsorganisation i det större folkdemokratiska partiet Demokratiska förbundet för Finlands folk (DFFF). Wirtanen bröt med DFFF och ledde 1955 Socialistiska enhetspartiet ut ur DFFF. Socialistiska enhetspartiets verksamhet upphörde mot slutet av 1950-talet.
Wirtanen var nära vän med författaren Tove Jansson och fick stå modell för Snusmumriken, bland annat var den gröna hatten Wirtanens.
Wirtanen var filosofie hedersdoktor vid Helsingfors universitet.